# Joaquim Enseñat Torrents
Joaquim Enseñat Torrents (Badalona, 22 de gener de 1938) és un ex jugador de bàsquet català.
Va començar a jugar a bàsquet amb 8 anys al Sant Josep de Badalona. L'any 1951 ingressa en les categories inferiors del Joventut de Badalona, i ja en 1955 amb 17 passa a formar part del primer equip de la Penya, on guanyaria dues Copes del Generalíssim en els anys 1955 i 1958. Després de 5 anys com verd-i-negre fitxa pel Picadero Jockey Club, equip en el que estaria uns altres 5 anys, sent aquest el seu darrer club abans de retirar-se de la pràctica activa del bàsquet.
Els seus escassos 1.68 d'estatura no van ser obstacle perquè fos titular del Joventut a la segona meitat de la dècada dels 50 i internacional amb la selecció espanyola, amb la qual va participar en els Jocs Olímpics de Roma de l'any 1960. En total, va ser internacional amb Espanya en 15 ocasions.